# Hulesjön
Hulesjön är en sjö i Falköpings kommun i Västergötland och ingår i Göta älvs huvudavrinningsområde. Sjön har en area på 0,0376 kvadratkilometer och ligger 202 meter över havet. Sjön avvattnas av ett biflöde till Lidan som kallas för Kvarnbäcken. Vid provfiske har mört fångats i sjön.
I sjöns nordända ligger Hulesjöns reningsverk och tätorten Falköping. I öster ligger Falköpings soptipp.
Hulesjön är en populär sjö bland fågelskådare och i sjöns sydända finns ett fågeltorn.

## Externa länkar

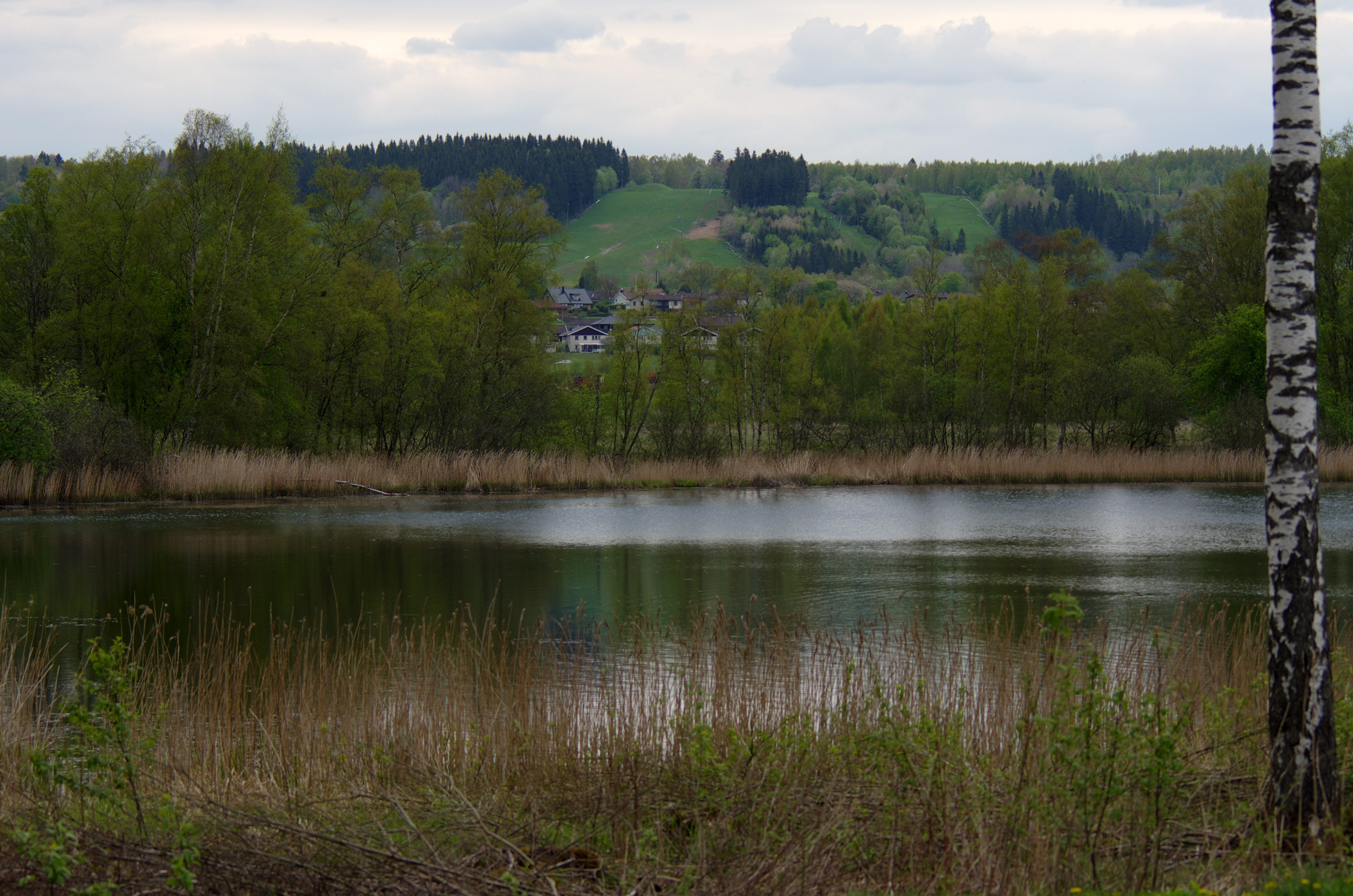
Hulesjön och Mössebergs sydsluttning med skidbacken Mössebergsbacken och stadsdelen Bestorp.

## Delavrinningsområde
Hulesjön ingår i det delavrinningsområde (645114-136719) som SMHI kallar för Utloppet av Hulesjön. Avrinningsområdets medelhöjd är 224 meter över havet och ytan är 7,1 kvadratkilometer. Det finns ett delavrinningsområde uppströms, och räknas det in blir den ackumulerade arean 9,52 kvadratkilometer. Lidan som avvattnar avrinningsområdet har biflödesordning 3, vilket innebär att vattnet flödar genom totalt 3 vattendrag innan det når havet efter 288 kilometer. Delavrinningsområdet består mestadels av öppen mark (13 %) och jordbruk (66 %). Avrinningsområdet har 0,04 kvadratkilometer vattenytor vilket ger det en sjöprocent på 0,1 %. Bebyggelsen i området täcker en yta av 4,91 kvadratkilometer eller 11 % av avrinningsområdet.